# Scalare (geometrie)

Fiecare iterație din triunghiul Sierpiński conține triunghiuri legate de următoarea iterație cu un factor de scară de 1/2

În geometria euclidiană, scalarea uniformă (sau scalarea izotropă) este o transformare geometrică liniară care mărește sau micșorează obiectele cu un factor de scară care este același în toate direcțiile. Rezultatul scalării uniforme este asemenea (în sens geometric) cu originalul. Normal, un factor de scară de 1 este permis, astfel încât formele congruente sunt și ele clasificate ca fiind asemenea. De exemplu, scalarea uniformă se întâlnește atunci când se mărește sau se micșorează o fotografie sau când se creează o machetă⁠(d) a unei clădiri, mașini, avion etc.
Mai generală este scalarea cu un factor de scară separat pentru fiecare direcție a axelor. Scalarea neuniformă (scalarea anizotropă) se obține atunci când cel puțin unul dintre factorii de scară este diferit de ceilalți; un caz special este scalarea direcțională sau întinderea (într-o singură direcție). Scalarea neuniformă modifică forma obiectului: de exemplu un pătrat se poate transforma într-un dreptunghi sau într-un paralelogram dacă laturile pătratului nu sunt paralele cu axele de scalare (unghiurile dreptelor paralele cu axele sunt conservate, dar nu toate unghiurile). O astfel de scalare apare, de exemplu, atunci când un panou îndepărtat este văzut dintr-un unghi oblic sau când umbra unui obiect plat cade pe o suprafață care nu este paralelă cu acesta.
Când factorul de scară este mai mare de 1, scalarea (uniformă sau neuniformă) este uneori numită și dilatare. Atunci când factorul de scală este un număr pozitiv mai mic de 1, scalarea este uneori numită și contracție.
În cazul general, într-o scalare direcțiile de scalare nu sunt perpendiculare. De asemenea, este posibil ca unul sau mai mulți factori de scară să fie egali cu zero (la proiecții) sau să fie chiar negativi (o scalare direcțională cu −1 este echivalentă cu o reflexie).
Scalarea este o transformare liniară și un caz special de transformare omotetică. În majoritatea cazurilor, transformările omotetice sunt transformări neliniare.

## Reprezentare matricială
O scalare poate fi reprezentată de o matrice. Pentru a scala un obiect cu un vector euclidian v = (vx, vy, vz), fiecare punct p = (px, py, pz) trebuie înmulțit cu matricea sa de scalare:
{\displaystyle S_{v}={\begin{bmatrix}v_{x}&0&0\\0&v_{y}&0\\0&0&v_{z}\\\end{bmatrix}}.}
Înmulțirea va da rezultatul dorit:
{\displaystyle S_{v}p={\begin{bmatrix}v_{x}&0&0\\0&v_{y}&0\\0&0&v_{z}\\\end{bmatrix}}{\begin{bmatrix}p_{x}\\p_{y}\\p_{z}\end{bmatrix}}={\begin{bmatrix}v_{x}p_{x}\\v_{y}p_{y}\\v_{z}p_{z}\end{bmatrix}}.}
O astfel de scalare modifică diametrul unui obiect cu un factor între factorii de scară, aria cu un factor între cel mai mic și cel mai mare produs din doi factori de scară, iar volumul cu produsul tuturor celor trei.
Scalarea este uniformă dacă și numai dacă factorii de scară sunt egali (vx = vy = vz). Dacă toți, cu excepția unuia dintre factorii de scară, sunt egali cu 1, scalarea este direcțională.
În cazul în care vx = vy = vz = k, scalarea mărește aria fiecărei suprafețe cu un factor de k2, iar volumul cu un factor de k3.

### Scalarea într-un număr arbitrar de dimensiuni
În spațiul n-dimensional {\displaystyle \mathbb {R} ^{n}}, scalarea uniformă cu factorul {\displaystyle v} este realizată de înmulțirea cu scalarul {\displaystyle v}, adică înmulțirea fiecărei coordonate a fiecărui punct cu {\displaystyle v}. Ca un caz particular de transformare liniară, se poate realiza și prin înmulțirea fiecărui punct (privit ca un vector coloană) cu o matrice diagonală ale cărei intrări pe diagonală sunt toate egale cu {\displaystyle v}, adică prin {\displaystyle vI} .
Scalarea neuniformă se realizează prin înmulțire cu orice matrice simetrică. Valorile proprii ale matricei sunt factorii de scară, iar vectorii proprii sunt axele de-a lungul cărora se aplică fiecare factor de scală. Un caz special este o matrice diagonală, cu numere arbitrare {\displaystyle v_{i}=v_{1},v_{2},\ldots v_{n}} de-a lungul diagonalei: atunci axele de scalare sunt axele de coordonate, iar factorii de scară de-a lungul fiecărei axe {\displaystyle i} sunt {\displaystyle v_{i}}.
La scalarea uniformă cu un factor de scală diferit de zero, toți vectorii diferiți de zero își păstrează direcția (așa cum se văd din origine), sau toți au direcția inversată, în funcție de semnul factorului de scară. La scalarea neuniformă numai vectorii care aparțin unui spațiu caracteristic își vor păstra direcția. Un vector care este suma a doi sau mai mulți vectori diferiți de zero care aparțin unor spații caracteristice diferite va fi înclinat spre spațiul caracteristic cu cea mai mare valoare proprie.

## Folosind coordonate omogene
În geometria proiectivă, adesea utilizată în grafica computerizată, punctele sunt reprezentate folosind coordonate omogene. Pentru a scala un obiect cu un vector euclidian v = (vx, vy, vz), fiecare vector de coordonate omogen p = (px, py, pz, 1) ar trebui să fie înmulțit cu matricea de transformare proiectivă⁠(d):
{\displaystyle S_{v}={\begin{bmatrix}v_{x}&0&0&0\\0&v_{y}&0&0\\0&0&v_{z}&0\\0&0&0&1\end{bmatrix}}.}
Înmulțirea va da rezultatul dorit:
{\displaystyle S_{v}p={\begin{bmatrix}v_{x}&0&0&0\\0&v_{y}&0&0\\0&0&v_{z}&0\\0&0&0&1\end{bmatrix}}{\begin{bmatrix}p_{x}\\p_{y}\\p_{z}\\1\end{bmatrix}}={\begin{bmatrix}v_{x}p_{x}\\v_{y}p_{y}\\v_{z}p_{z}\\1\end{bmatrix}}.}
Deoarece ultima componentă a unei coordonate omogene poate fi privită ca numitorul celorlalte trei componente, o scalare uniformă cu un factor comun s (scalare uniformă) poate fi realizată utilizând această matrice de scalare:
{\displaystyle S_{v}={\begin{bmatrix}1&0&0&0\\0&1&0&0\\0&0&1&0\\0&0&0&{\frac {1}{s}}\end{bmatrix}}.}
Pentru fiecare vector p = (px, py, pz, 1) se va obține
{\displaystyle S_{v}p={\begin{bmatrix}1&0&0&0\\0&1&0&0\\0&0&1&0\\0&0&0&{\frac {1}{s}}\end{bmatrix}}{\begin{bmatrix}p_{x}\\p_{y}\\p_{z}\\1\end{bmatrix}}={\begin{bmatrix}p_{x}\\p_{y}\\p_{z}\\{\frac {1}{s}}\end{bmatrix}},}
ceea ce este echivalent cu
{\displaystyle {\begin{bmatrix}sp_{x}\\sp_{y}\\sp_{z}\\1\end{bmatrix}}.}

## Funcția de dilatare și contracție
Fiind dat punctul {\displaystyle P(x,y)}, dilatarea îl asociază cu punctul {\displaystyle P'(x',y')} prin ecuațiile
{\displaystyle {\begin{cases}x'=mx\\y'=ny\end{cases}}} pentru {\displaystyle m,n\in \mathbb {R} ^{+}}.
Prin urmare, fiind dată o funcție {\displaystyle y=f(x)}, ecuația funcției dilatate este
{\displaystyle y=nf\left({\frac {x}{m}}\right).}

### Cazuri particulare
Dacă {\displaystyle n=1} transformarea este orizontală; dacă {\displaystyle m>1} este o dilatare, iar dacă {\displaystyle m<1} este o contracție.
Dacă {\displaystyle m=1} transformarea este verticală; dacă {\displaystyle n>1} este o dilatare, iar dacă {\displaystyle n<1} este o contracție.
Dacă {\displaystyle m=1/n} sau {\displaystyle n=1/m}, transformarea este o rotație hiperbolică⁠(d).